# Joaquinismo

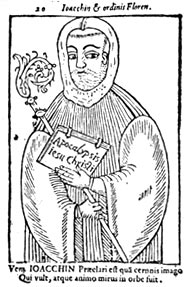
Joaquín de Fiore.

Los joaquinitas o joaquinistas fueron los seguidores de las enseñanzas del Abad Joaquín de Fiore, iniciador de un movimiento heterodoxo surgido en el siglo XII, que proponía una reinterpretación de la historia y del evangelio, para seguir el llamado «Evangelio eterno». Influyeron notablemente en diversos grupos heterodoxos y heréticos, fundamentalmente en los franciscanos espirituales y en los fraticelli, que proponían una observancia más estricta de la Regla franciscana, así como en diversos grupos milenaristas a lo largo de la historia.

## Pensamiento
Las obras de Joaquín de Fiore parecen dividir la historia en tres edades. La primera era la «edad del padre». La edad del padre era la época de la Antigua Alianza. La segunda fue la «edad del Hijo», y por lo tanto el mundo del cristianismo. La edad de la tercera y última sería la del Espíritu Santo, a partir de la Parusía. Este será un nuevo «Evangelio eterno» que se pondrá de manifiesto con la sustitución de la Iglesia jerárquica y corrupta por la Iglesia del Espíritu, sobre la base de la igualdad y la utopía monástica. La primera y segunda edades tiene cuarenta y dos generaciones. Joaquín parecía sugerir que la era cristiana terminó en 1260 con la llegada del Anticristo, por la que edad utópica está al llegar.
El pensamiento de los joaquinistas «tienen su origen en la profunda convicción de poseer una llamada personal a la misión profética. Joaquín de Fiore se siente el Bautista y el Elías de los nuevos tiempos. Este profundo convencimiento se acrecienta en la meditación de la Sagrada Escritura, que interpreta llevando el método alegórico a las mayores y arbitrarias exageraciones».

## Controversia
En 1215, algunas de sus ideas fueron condenados en el IV Concilio de Letrán. Por otra parte, sus admiradores llegaron a creer en el comienzo de esta nueva era se iniciará con la llegada de un virtuoso papa procedente de la orden franciscana, que podría ser Celestino V. Su renuncia y posterior muerte en las mazmorras del siguiente papa, fue considerado un signo de la venida del Anticristo. Por lo tanto, en el pensamiento joaquinista, la Iglesia católica era la ramera de Babilonia y el papa el mismo anticristo, pensamiento que sería recuperado por Lutero en la reforma protestante, y que condujo a una ruptura con el catolicismo. Al mismo tiempo, o poco antes, se decidió que incluso los escritos de Joaquín eran el «Evangelio Eterno», o la ruta de acceso al mismo.

## Influencias
- Consúltese Radicales del movimiento franciscano

El pensamiento de Joaquín de Fiore ha sido una influencia constante en algunos místicos y teólogos, siendo estudiada con profundidad. Dante lo coloca entre santo Tomás de Aquino y san Buenaventura en el canto XII del Paraíso. Algunos autores destacan la influencia del joaquinismo en san Bernardino de Siena y el mismo Buenaventura, así como en los mentados «franciscanos espirituales»: Gerardo de Borgo San Donnino, Juan de Parma, Salimbene de Adán, Ubertino de Casale, Hugo de Digne, Pedro Juan Olivi y otros autores, como Arnaldo de Vilanova y movimientos religiosos, como el de las beguinas, los fraticelli, los hermanos del libre espíritu, los ranters y los flagelantes. Durante el Renacimiento se releyeron sus escritos, influyendo en Jerónimo Savonarola, Juan Bautista Vico, Cola de Rienzo, Nicolás de Cusa, John Wickliffe, que usó en su Trialogus la obra joaquinita De Semine Scripturarum y, posteriormente, incluso en los socialistas utópicos de Henri de Saint-Simon.

## Actualidad
Teorías similares son seguidas actualmente por diversos movimientos de carácter cristiano, como es el caso de los Testigos de Jehová.
En tiempos más actuales el presidente de los Estados Unidos Barack Obama fue criticado por varios teólogos católicos cuando citó a Joaquín de Fiore en varias ocasiones durante su campaña presidencial. La Santa Sede reiteró que las ideas de Joaquín eran heréticas.